# Pulchrana melanomenta
Pulchrana melanomenta es una especie de anfibio anuro de la familia Ranidae.

## Distribución geográfica
Esta especie es endémica de las islas Sibutu en el archipiélago de Sulu en el sur de Filipinas.

## Descripción
El holotipo masculino mide 35 mm.

## Publicación original
- Taylor, 1920 : Philippine Amphibia. Philippine Journal of Science, vol. 16, p. 213–359[4]